# Апластическая анемия
Апласти́ческая анеми́я — заболевание кроветворной системы,  характеризуется угнетением кроветворной функции костного мозга и проявляется недостаточным образованием эритроцитов, лейкоцитов и тромбоцитов (пангемоцитопенией) или только одних эритроцитов (парциальная гипопластическая анемия). Синонимы: гипопластическая анемия, арегенераторная анемия, геморрагическая алейкия, миелопарез, миелофтиз, панмиелофтиз, прогрессирующая гипоцитемия).

## История заболевания
Впервые это заболевание было описано Паулем Эрлихом в 1888 году у 21-летней женщины. Термин «апластическая анемия» был предложен Чауфордом в 1904 году. Апластическая анемия — одно из самых тяжёлых расстройств гемопоэза. Без лечения больные тяжёлыми формами апластической анемии погибают в течение нескольких месяцев. При своевременном адекватном лечении прогноз достаточно хороший. Длительный период времени апластическая (гипопластическая) анемия рассматривалась как синдром, объединяющий патологические состояния костного мозга протекающие с выраженной гипоплазией кроветворения. Современная медицина относит апластическую анемию к арегенераторному виду анемий  (гипо-, апластические анемии).

## Этиология
Причинами апластической анемии могут быть:
1. Химические вещества (мышьяк, ароматические углеводороды, в частности бензол, соли тяжёлых металлов).
2. Облучение ионизирущей радиацией (см. Мария Склодовская-Кюри, лучевая болезнь)
3. Лекарственные препараты (НПВС, цитостатики, мерказолил, анальгин, левомицетин).
4. Инфекционные агенты (вирусы, м/о).
5. Аутоиммунные процессы (СКВ, синдром Шегрена).

## Патогенез
Апластическая анемия может развиться при воздействии ряда миелотоксических факторов: ионизирующего излучения, химических веществ — бензола, солей золота, мышьяка; лекарственных средств — хлорамфеникола (левомицетина), фенилбутазона (бутадион), хлорпромазина (аминазин), мепробамата, дилантина, антиметаболитов (6-меркаптопурина, метотрексата), алкилирующих (циклофосфана, хлорбутина) и некоторых других средств. Миелотоксический эффект от воздействия одних факторов (ионизирующее излучение, антиметаболиты) возникает всегда при достаточно большой дозе, других — проявляется индивидуально. Причина индивидуальной чувствительности, в частности к некоторым лекарственным средствам не всегда ясна, но может быть связана с генетическими дефектами кроветворных клеток. Это относится, например, к хлорамфениколу и фенилбутазону, которые вызывают супрессию (в зависимости от дозы) эритропоэза с частотой соответственно 1:24000 и 1:40000 лиц, их принимающих.
Наследственный характер индивидуальной чувствительности эритропоэтических клеток к данным лекарственным веществам подтверждается развитием аплазии костного мозга у разных членов одной семьи и у однояйцевых близнецов. В других случаях вероятна связь индуцированного лекарственными веществами угнетения кроветворения с иммунными механизмами появлением антител к эритроцитарным предшественникам. Описаны случаи возникновения апластической анемии после острого вирусного гепатита (возможно, вследствие способности вируса гепатита изменять кариотип клеток, что было прослежено на культуре лейкоцитов), перенесенной инфекции вирусом Эпштейна — Барр, парвовирусом.
Существует ошибочное мнение что наследственная форма апластической анемии — анемия Фанкони. Они имеют абсолютно разные схемы лечения и метод их выявления также различен.
Более чем у половины больных не удается выявить какие-либо причинные факторы — это так называемая идиопатическая апластическая анемия. Механизмы, лежащие в основе идиопатической формы анемии, неясны. Возможен аутоиммунный механизм, связанный с воздействием на клетки костного мозга аутоантител при участии иммунных лимфоцитов. Показано, что лимфоциты (Т-супрессоры) больных тормозят образование эритроцитных колоний костного мозга донора и могут нарушать дифференциацию и пролиферацию гематопоэтических предшественников. Активированные цитотоксические Т-лимфоциты подавляют нормальную функцию костного мозга, приводя к деструкции стволовых гемопоэтических кроветворных клеток, есть предположение о том что во время апоптоза кроветворных клеток те выделяют газ NO, который является токсичным для всех типов клеток. Основная причина подавление кроветворения цитотоксическими Т-лимфоциты обусловлено тем что они выделяют ФНО (Фактор Некроза Опухоли) и ИФ-γ (Интерферон гамма)
Предполагают также, что основой апластической анемии может быть поражение (внутренний дефект) стволовой клетки, о чём свидетельствует восстановление кроветворения у больных после трансплантации им аллогенного костного мозга, содержащего нормальные стволовые клетки. Существуют экспериментальные данные, свидетельствующие о значении для развития апластического процесса и нарушений микроокружения — первичного дефекта стромальных клеток костного мозга. Однако суть этих клеточных дефектов остается неясной, так же как и их первичность. Возможно, что при разных формах апластической анемии патогенетические механизмы неодинаковы.

## Клиника
1. Анемический синдром (головокружение, шум в ушах, снижение работоспособности, утомляемость, бледность кожных покровов и слизистых, сердцебиение, учащение пульса в спокойном состоянии, непереносимость длительных физических нагрузок и т. д.)
2. Геморрагический синдром (кровоточивость, склонность к диапедезам, геморрагии)
3. Инфекционные осложнения.

## Диагностика
Картина периферической крови представлена трицитопенией. Снижение гемоглобина значительно и может достигать критического уровня 20 — 30 г/л. Цветовой показатель обычно равен единице, но в ряде случаев может быть гиперхромия и макроцитоз эритроцитов. Количество ретикулоцитов резко снижено. Характерна выраженная лейкопения (агранулоцитоз). Абсолютное содержание лимфоцитов не изменено или снижено. Количество тромбоцитов всегда снижено, в некоторых случаях не удается обнаружить их вообще. В большинстве случаев увеличивается СОЭ (до 40 — 60 мм/час).
Клиническая картина заболевания позволяет сформировать первичное представление о патологии системы крови. Отправной точкой диагностического поиска является клиническое исследование крови с подсчетом количества ретикулоцитов и тромбоцитов. Выявление би- или трицитопении при исследовании периферической крови служит основанием для выполнения морфологического исследования костного мозга.
Диагноз АА устанавливают на основании типичной гистологической картины костного мозга, получаемого методом трепанобиопсии гребня подвздошной кости. Для получения качественного (информативного) биоптата используются трепаны, выпускаемые промышленным способом (Sherwood medical).
При гистологическом исследовании костного мозга обнаруживается большое количество жировой ткани, содержание которой может достигать 90 %. Среди доминирующей жировой ткани встречаются стромальные и лимфоидные элементы. Гематогенные клетки представлены крайне скудно: в небольшом количестве встречаются эритроидные и гранулоцитарные предшественники. Мегакариоциты отсутствуют.

## Лечение
Лечение апластической анемии представляет собой очень сложную задачу.
1. Лечение с глюкокортикоидами эффективно, если болезнь обусловлена аутоиммунными механизмами, появлением антител против клеток крови.
2. Лечение анаболическими препаратами стимулирует кроветворение.
3. Лечение андрогенами обладает анаболическим эффектом и стимулирует эритропоэз.
4. Лечение цитостатиками (иммунодепресантами) — назначается лишь при отсутствии эффекта от других методов лечения у больных с аутоиммунной формой, в том числе при парциальной красноклеточной аплазии.
5. Спленэктомия
6. Лечение антилимфоцитарным глобулином рекомендуется при отсутствии эффекта от спленэктомии и других методов лечения.
7. Лечение циклоспорином. Циклоспорин А (сандиммун) обладает иммунодепрессантным эффектом, селективно ингибирует транскрипцию гена интерлейкина-2 в Т-лимфоцитах, подавляет продукцию Гамма интерферона и альфа фактора некроза опухоли.
8. Трансплантация костного мозга.

Основным и единственным патогенетическим методом лечения апластической анемии, позволяющим рассчитывать на спасение жизни больного, является трансплантация костного мозга от совместимого донора.
При невозможности подобрать донора проводится паллиативная терапия. В качестве базисного препарата используется иммунодепрессант циклоспорин А. У больных нетяжёлой апластической анемией использование данного препарата позволяет рассчитывать в ряде случаев на успех. Кроме того использование циклоспорина А целесообразно и с тех позиций, что глюкокортикоиды, андрогены и антилимфоцитарный глобулин способны улучшить состояние гемопоэза у больных нетяжёлой апластической анемией, однако повышают риск развития в последующем клональных заболеваний костного мозга. Применение циклоспорина А сводит такой риск к минимуму. У части больных нетяжёлой апластической анемией, преодолевших 6-месячный порог выживаемости, может наступить спонтанное улучшение даже если им не проводилось никакой иммуносупрессивной терапии. Эффект от иммуносупрессивной терапии у больных тяжёлой и крайне тяжелой апластической анемией сомнителен.
1. Лечение колониестимулирующими факторами или миелоидными факторами роста — эти гликопротеиды, стимулирующие пролиферацию и дифференциацию клеток-предшественниц гемопоэза различных типов.
2. Трансфузии эритроцитов; показания: выраженная анемия, гипоксия мозга, гемодинамические нарушения.

Все больные апластической анемией нуждаются в заместительной трансфузионной терапии эритроцитарной и/или тромбоцитарной массой. Объём трансфузионной терапии определяется показателями периферической крови и клиническими проявлениями заболевания. Кроме того, проводится антибактериальная и микостатическая терапия с целью профилактики или лечения инфекционных осложнений.
При лечении апластической анемии следует следить за пациентом и проверять на наличие ПНГ-клона и МДС, особенно при лечении антилимфоцитарным иммуноглобулином, шанс на развитие ПНГ-клона составляет примерно 5-6% и на развитие в МДС 7-13 % в течение 5 лет. 

## Прогноз
Ремиссию удаётся получить примерно у половины больных. Прогноз несколько лучше у детей, чем у взрослых. Наличие большого количества жира в костном мозге не говорит о необратимости процесса. Бывают случаи, когда и у таких больных наступает полная ремиссия и полная репарация костномозгового кроветворения. Прогноз лучше, когда увеличено содержание ретикулоцитов, когда в костном мозге имеется более полиморфная картина, когда имеется небольшое увеличение размеров селезёнки и хотя бы небольшой, но чёткий эффект от кортикостероидных гормонов. В этих случаях спленэктомия оказывает чаще хороший эффект вплоть до полного выздоровления. У части больных апластический синдром является началом острого лейкоза. Иногда признаки гемобластоза выявляются лишь через несколько лет от начала болезни.